# Je suis fâché
 (février 2014).
Si vous disposez d'ouvrages ou d'articles de référence ou si vous connaissez des sites web de qualité traitant du thème abordé ici, merci de compléter l'article en donnant les références utiles à sa vérifiabilité et en les liant à la section « Notes et références ».
Albums de Abeti Masikini
Samoura
(1985) En colère
(1987)
Je suis fâché est un album 33 tours (LP) de la chanteuse congolaise Abeti Masikini. Le disque est sorti en France durant le premier semestre de l'année 1986 sous la référence AM 033 par Bade Star Music.
Le morceau Je suis fâché, écrit, arrangé et produit par l'artiste camerounais Georges Seba, fut un énorme tube et permit à l'album d'être certifié disque d'or en novembre 1986. Cette chanson captiva les mélomanes par son rythme très dansant et son texte simple mais très accrocheur.

## Description
Le titre original de l'album est Je suis fâché car la chanson phare de l'album est écrite par un homme. Étant donné que son interprète est une femme, le titre aurait pu être Je suis fâchée. Cependant, lors de la finalisation de l'album, le titre a été gardé comme tel.
La chanson Je suis fâché narre l'histoire d'une femme fâchée contre son mari volage qui ne se fait plus voir. Elle appelle ainsi toutes les capitales africaines pour avoir de ses nouvelles. La particularité de Je suis fâché est qu'elle est chantée en trois langues du Cameroun (en bulu, en fang et en douala) et en français par une congolaise.
Comprenant 4 chansons, ce LP est un mélange éclectique des rythmes en vogue au milieu des années 1980 : zouk, soukouss et makossa qui annoncent les couleurs de la world music.
L'autre tube de l'album est Viens mon amour, écrit par Abeti Masikini. C'est en fait une reprise de la chanson Samoura, sortie une année plus tôt sur l'album La Reine du spectacle dans Samoura (Bade Star Music. Ref: 030). La chanson parle d'une femme très amoureuse qui supplie son amour de venir près d'elle pour la consoler.

## Liste des titres
- Face A
  - Je suis fâché (Georges Seba)
  - Lolo (Nyboma)
- Face B
  - Viens mon amour (Abeti Masikini)
  - Piège Ya Bolingo (Abeti Masikini)

## Réception
Grand succès commercial, Je Suis Fâché s'est écoulé à plus de 250 000 exemplaires. Il se classa en tête de presque tous les hits des radios afro-caribéennes en France. Le 2 novembre 1986 au cours d'un spectacle à l'Olympia de Paris, un disque d'or est remis à Abeti.[réf. nécessaire]

## Équipe technique
- Arrangements : Jacky Arconte (A2, B2), Georges Seba (A1)
- Basse : Michel Alibo
- Chœurs : Georges Seba, Marilou Seba, Dada Hekimian, Ballou Canta, Nyboma, Wuta Mayi
- Direction artistique : Gerard Akueson
- Batterie : Boffi, Denis Hekimian
- Ingénieur du son : Wilfrid
- Guitares : Lokassa Ya Mbongo, Dally Kimoko et Rigo Star
- Saxophone : Alain Hatot
- Trompette : Eric Jeansseran
- Trombone : Bolo
- Synthétiseur : Phillipe Guez